# Сарапу, Ортвин
Ортвин Сарапу (22 января 1924, Нарва, Эстонская Республика — 13 апреля 1999, Окленд) — новозеландский шахматист; международный мастер (1966).
В составе сборной Новой Зеландии участник 10-и Олимпиад (1970—1974, 1978—1988 и 1992) и 2-го командного чемпионата Азии (1977) в г. Окленде. В межзональном турнире в Сусе (1967) — 21-е место.